# Centrum Analiz Społeczno-Ekonomicznych
CASE – Centrum Analiz Społeczno-Ekonomicznych – Fundacja Naukowa – prywatna instytucja badawcza działająca na zasadach non-profit, powstała we wrześniu 1991. Głównym celem CASE jest rozwijanie i upowszechnianie wiedzy o gospodarce, a także tworzenie i propagowanie propozycji rozwiązań z dziedziny polityki gospodarczo-społecznej.   
Fundacja CASE jest w światowej czołówce think tanków, zajmując 1. miejsce wśród instytutów znajdujących się w Europy Środkowej i Wschodniej. W rankingu Global Go-To Think Tank 2016, CASE plasuje się również na trzecim miejscu wśród najlepszych światowych think tanków zajmujących się polityką społeczną (“Top Social Policy Think Tanks”).

## Misja
Misją CASE jest dostarczanie obiektywnych analiz ekonomicznych i upowszechnianie konstruktywnych rozwiązań problemów gospodarczych. Wychodząc naprzeciw wyzwaniom związanym z transformacją, reformami, integracją i rozwojem, CASE ma na celu poprawę społeczno-ekonomicznej sytuacji społeczeństw.

## Historia
Początki CASE sięgają sierpnia 1991. Wówczas 10 ekonomistów zaangażowanych w proces transformacji ekonomicznej w Polsce (zob. niżej) podpisało akt założycielski nowego instytutu ekonomicznego, posiadającego status prawny fundacji. Fundacja stała się instytucją zaangażowaną w badanie i wspomaganie procesu transformacji w większości krajów post-komunistycznych w Europie Środkowej i Wschodniej oraz byłego ZSRR. Od 1998 CASE rozpoczęło budowę sieci swoich organizacji-córek w innych krajach regionu. Od początku pierwszej dekady XXI w. rozpoczął się proces budowy instytucjonalnych aliansów z innymi instytucjami badawczymi i doradczymi w Europie i poza nią. 
W grudniu 2000 rada Fundacji zaakceptowała strategię przekształcenia CASE w międzynarodowy instytut badawczy koncentrujący się na problemach integracji europejskiej, transformacji oraz gospodarki globalnej. Ten strategiczny kierunek rozwoju został wzmocniony w latach 2005-2006 poprzez podjęcie problematyki rozwoju ekonomicznego (w odniesieniu do krajów rozwijających się) oraz rozszerzenie działalności CASE na nowe obszary geograficzne, m.in. na kraje Bliskiego Wschodu i Północnej Afryki. 
Do grupy założycieli należeli: Ewa Balcerowicz, Barbara Błaszczyk, Tadeusz Baczko, Władysław Brzeski, Krzysztof Chmielewski, Andrzej Cylwik, Marek Dąbrowski, Anna Fornalczyk, Stanisława Golinowska i Jacek Rostowski. 

## Obszary działalności
Najwcześniejsze projekty CASE koncentrowały się na zagadnieniach transformacji systemowej w krajach postkomunistycznych i formułowaniu strategii rozwoju gospodarczego. W ramach misji doradczych eksperci przekazywali wiedzę i doświadczenie politykom gospodarczym w kilkunastu krajach. Zakres prowadzonych prac systematycznie się zwiększał, obejmując pod koniec lat 90. także inne kluczowe zagadnienia, w tym integrację Unii Europejskiej, oraz związane z tym procesem społeczno-gospodarcze wyzwania dla regionu. 
Obecnie CASE prowadzi badania w zakresie kształtowania polityk i pomocy badawczo-rozwojowej w obszarach: wzrost i handel, polityka fiskalna, rynek pracy, polityka społeczna i demografia, innowacje, polityka energetyczna i klimatyczna.
CASE w oparciu o zespół międzynarodowych ekspertów ekonomicznych i pracowników biura w Warszawie realizuje następujące działania:
1. Prowadzenie niezależnych badań i analiz.
2. Upowszechnianie wiedzy o ekonomii oraz wyników własnych badań.
3. Doradzanie rządom, międzynarodowym organizacjom i sektorowi pozarządowemu przy opracowywaniu strategii reform gospodarczych w dziedzinie polityki monetarnej i fiskalnej, liberalizacji cen, prywatyzacji, liberalizacji handlu zagranicznego oraz polityce społecznej.
4. Popularyzacja wiedzy i zachęcanie do publicznej debaty poprzez organizację konferencji, seminariów, staży naukowych oraz wizyt studyjnych.
5. Wspieranie rozwoju i niezależności organizacji pozarządowych w krajach postkomunistycznych.

## Kierownictwo
- Przewodniczący Rady Fundacji – dr Ewa Balcerowicz
- Przewodniczący Rady Naukowej Fundacji – prof. Anders Aslund
- Prezes Zarządu – dr hab. Jan Hagemejer
- Wiceprezes Zarządu –Marek Peda

## Organizacje-córki
CASE jest współzałożycielem regionalnej sieci think tanków:
- CASE – Białoruś[2]
- CASE – Gruzja[3]
- CASE – Kirgistan[4]
- CASE – Mołdawia[5]
- CASE – Zakaukazie[6]
- CASE – Ukraina[7]
- CASE – Doradcy[8]
- Institute for Economy In Transition[9].